# Security (Film)
Security ist ein US-amerikanisch-bulgarischer Actionfilm aus dem Jahr 2017. Regie führte Alain Desrochers. Der Film wurde am 3. Oktober 2017 über den Streaming-Dienst Netflix veröffentlicht.

## Handlung
Die etwa dreizehnjährige Jamie befindet sich in der Obhut des US Marshals Service. Sie ist Hauptzeugin in einem Prozess gegen das organisierte Verbrechen. Der Konvoi wird jedoch von einer schwerbewaffneten Söldnertruppe überfallen, und alle Begleitbeamten werden ermordet. Jamie entkommt und gelangt zu einem zwischen zwei Ortschaften gelegenen Einkaufszentrum.
Dort beginnt gerade der ehemalige Marine Captain Eduardo Deacon, genannt „Eddie“, seine erste Schicht als Wachmann. Es ist Nacht und das Einkaufszentrum ist, abgesehen von der Handvoll Wachleute, völlig verlassen. Nach einem Rundgang mit dem Schichtleiter Vance findet Eddie, bei seinem ersten Wachrundgang alleine, Jamie verzweifelt an einer verschlossenen Eingangstüre klopfend. Er lässt sie herein und bietet ihr im Wachbüro ein Obdach.
Kurz darauf taucht am verschlossenen Eingang ein Mann (Charlie) auf, der sich als Vater des Mädchens ausgibt und dessen Herausgabe verlangt. Nach einem kurzen verbalen Schlagabtausch beginnt der Kampf. Die Söldnertruppe dringt in das Einkaufszentrum ein. Die Wachleute schaffen es noch, einige Fallen zu präparieren. Dann beginnt der Kampf gegen die Übermacht. Schließlich gelingt es Eddie, Charlie zu töten. Neben dem schwerverletzten Vance sind er und das Mädchen die einzigen Überlebenden. Er übergibt das Mädchen an das Zeugenschutzprogramm und kehrt zu seiner Familie zurück.

## Produktion
Produktionsfirma war Millenium Films. Der Film hatte ein Budget von 15 Millionen US-Dollar. Die Dreharbeiten zum Film begannen im November 2015 in Sofia, Bulgarien, und endeten am 22. Januar 2016.
Der Film feierte seine Premiere am 3. Oktober 2017 auf Netflix.

## Synchronisation
Für die deutschsprachige Synchronisation war die Scalamedia in München beauftragt. Das Dialogbuch stammt von Martin Halm, der auch die Dialogregie und eine Sprecherrolle übernahm.
| Rolle                  | Schauspieler          | Sprecher             |
| ---------------------- | --------------------- | -------------------- |
| Eduardo „Eddie“ Deacon | Antonio Banderas      | Bernd Vollbrecht     |
| Charlie                | Ben Kingsley          | Peter Matić          |
| Dead Eyes              | Cung Le               | Sebastian Winkler    |
| Fake US Marshal #2     | Welisar Peew          | Jan Langer           |
| Jamie                  | Katherine de la Rocha | Paula Hammerschmidt  |
| Johnny                 | Jiro Wang             | Felix Mayer          |
| Mason                  | Chad Lindberg         | Benedikt Weber       |
| Ruby                   | Gabriella Wright      | Natascha Geisler     |
| Valerie                | Yoanna Boukovska      | Maria Magdalena Rabl |
| Vance                  | Liam McIntyre         | Martin Halm          |
| Verwalterin            | Shari Watson          | Claudia Lössl        |